# El camino estrecho al norte profundo
El camino estrecho al norte profundo es una  novela de Richard Flanagan de 2013 que ganó el Premio Man Booker en 2014.
La obra cuenta la historia de un médico australiano atormentado por los recuerdos de una historia de amor con la esposa de su tío y de sus experiencias posteriores como prisionero de guerra del Lejano Oriente durante la construcción del ferrocarril de Birmania. Décadas más tarde, encuentra que su creciente celebridad está en desacuerdo con sus sentimientos de fracaso y culpa.
El título está tomado de la epopeya del siglo XVII Oku no Hosomichi,  el diario de viaje y la obra magna del poeta japonés Matsuo Bashō.

## Trama
Dorrigo Evans ha encontrado la fama y el reconocimiento público como veterano de guerra en la vejez, pero interiormente está atormentado por sus propias deficiencias y considera que los numerosos elogios recibidos son una "falla de percepción por parte de los demás". Sabe que sus colegas lo consideran un cirujano imprudente y peligroso, y que habitualmente ha engañado a su fiel y adorada esposa, aunque su reputación pública no se ha visto afectada por el aire de escándalo que lo sigue en su vida privada.
Varios flashbacks describen los primeros años de vida de Dorrigo en la zona rural de Tasmania y su historia de amor con Amy Mulvaney, la joven esposa de su tío y el amor de su vida. Dorrigo conoce a Amy por casualidad en una librería de Adelaida y descubre que "su cuerpo era un poema más allá de la memorización". A pesar de que está casada con su tío, Dorrigo siente que su comportamiento está justificado porque "la guerra apremiaba, la guerra desquiciaba, la guerra deshacía, la guerra excusaba". En una metáfora del tema del fatalismo de la novela, Amy observa mientras nada a un grupo de peces que intentan "escapar de las garras de la ola rompiente, y todo el tiempo la ola los tuvo en su poder y los llevaría a donde quisiera, y no había nada que la reluciente cadena de peces pudiera hacer para cambiar su destino.” 
Después del final del amorío, el protagonista se une a la Fuerza Imperial Australiana. Su regimiento es capturado durante la batalla de Java y enviado a trabajar en el famoso ferrocarril de la muerte de Birmania, donde uno de cada tres trabajadores  murió durante su construcción. Durante las obras del ferrocarril, se le otorga a regañadientes el liderazgo sobre sus compañeros de prisión y pelea una batalla perdida para proteger a los prisioneros de las enfermedades, la desnutrición y la violencia de sus captores. Dorrigo observa con tristeza cómo los cuerpos de sus compañeros se rompen y se desintegran con "ojos que ya parecían ser poco más que cuencas sombreadas de negro esperando gusanos". El comandante del campo, el Mayor Nakamura, un adicto a la metanfetamina que empuja a sus prisioneros cada vez más por miedo a fallarle al Emperador, es a su manera tan prisionero del proyecto ferroviario como los hombres a los que brutaliza.
Un tema principal de la novela se refiere al valor australiano del "compañerismo", un sentido de camaradería y lealtad, o la ausencia del mismo en las circunstancias narradas. Entre los prisioneros de guerra se encuentra el enérgico y trabajador Tiny Middleton, que quiere "mostrarles a esos pequeños bastardos amarillos lo que es un hombre blanco" superando sus cuotas de trabajo, lo que inspira a los japoneses a establecer cuotas de trabajo más altas que conducen a la muerte de los prisioneros de guerra más débiles. Otros prisioneros de guerra incluyen al artístico Rabbit Hendricks, quien en secreto hace dibujos de la vida en el campo, el supremacista blanco Rooster MacNeice, que tiene problemas para aceptar que ahora es un prisionero de los japoneses, y el desafiante Darky Gardiner, que es golpeado repetidamente por los guardias y finalmente se ahoga en una letrina llena de excrementos antes que soportar otra paliza.

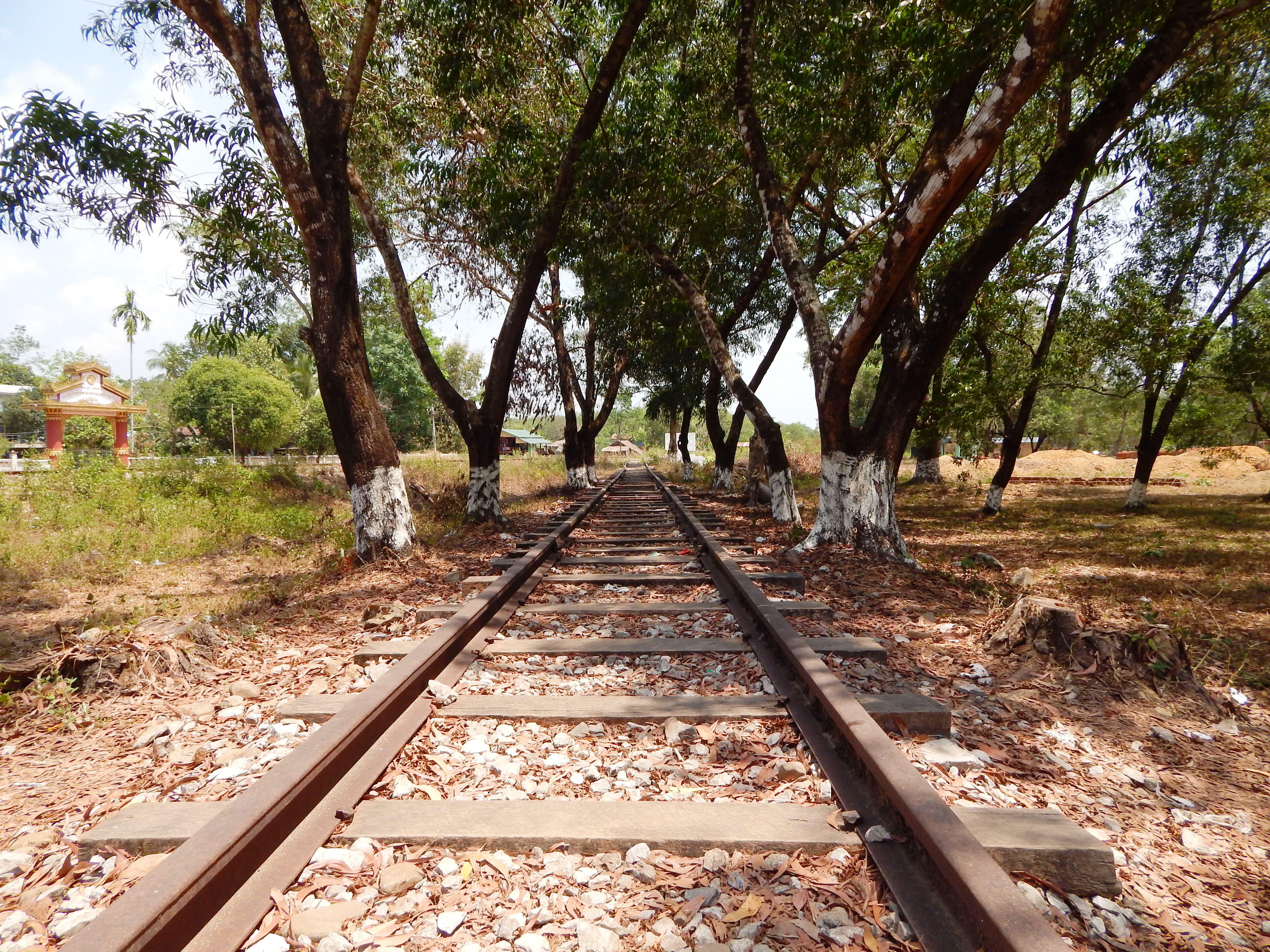
El ferrocarril de la muerte de Birmania hoy en Thanbyuzayat, Birmania

Después de la guerra, se muestran los destinos de los prisioneros y captores. El "Goanna", un coreano conocido por su brutalidad en el campo de prisioneros que fue obligado a ingresar en el ejército japonés, es ahorcado por sus crímenes. Su oficial superior, el mayor Nakamura, regresa a Tokio y evita ser capturado como criminal de guerra escondiéndose entre las ruinas de Shinjuku. Después de que una conversación con un médico japonés que sirvió en la unidad 731 en Manchukuo le revela el programa de experimentación humana del país durante la guerra, gradualmente se absuelve de cualquier sentimiento de culpa por sus acciones. Otros soldados australianos encarcelados con Dorrigo viven el trauma de su experiencia como prisioneros. Los propios actos de heroísmo de Dorrigo y la reverencia de sus compañeros soldados no logran mitigar su sentido de vergüenza y autodesprecio. Dorrigo llega a "siento que con cuanta más gente estoy... más solo me siento".

## Antecedentes
Flanagan escribió que la experiencia de su padre como prisionero de guerra japonés lo influyó para escribir el libro. El personaje de Evans también se basó parcialmente en el héroe australiano Edward "Weary" Dunlop, un médico del ejército australiano que luchó a pesar de las circunstancias negativas intentando cuidar a los hombres que sufrieron y murieron durante la construcción del ferrocarril de la muerte. Al igual que Dorrigo, Dunlop negoció con los oficiales japoneses en un intento de mejorar las condiciones de los "esqueletos vivientes" que eran sus compañeros prisioneros de guerra. También, al igual que Dorrigo, Dunlop descubrió que muchos de los guardias japoneses y coreanos eran sádicos que disfrutaban enormemente causando sufrimiento a los demás.

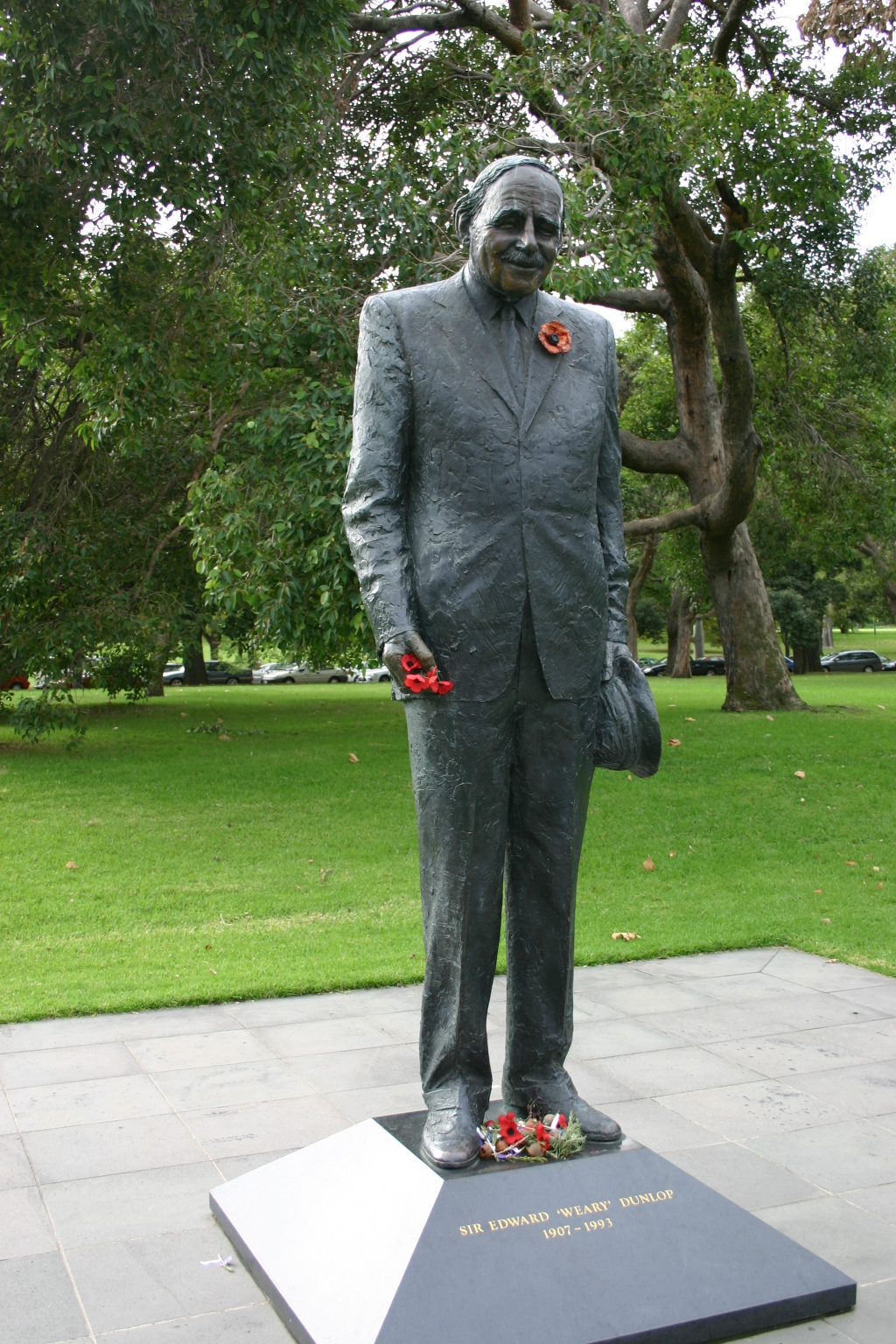
Una estatua de bronce de Edward Dunlop situada en Domain Parklands, Melbourne. El personaje de Dorrigo Evans está parcialmente basado en Dunlop.

## Recepción
La novela fue aclamada por la crítica tanto en Australia como a nivel internacional. El presidente del Premio Man Booker, A. C. Grayling, la elogió como una "historia de amor notable, así como una historia sobre el sufrimiento humano y la camaradería".  Fue preseleccionada para el premio Miles Franklin de 2014.  El crítico australiano Daniel Herborn elogió el libro y escribió: "Una historia que es a la vez desgarradora y profundamente humanista, El camino estrecho al norte profundo ha sido catalogada como la obra más personal de Flanagan, inspirada en las historias de su padre sobre su experiencia como prisionero de guerra. También es quizás su intento más ambicioso y profundamente sentido de llegar a un acuerdo con el horror casi inimaginable del ferrocarril de la muerte". El novelista australiano Thomas Keneally escribió que el libro era "... un gran examen de lo que es ser un hombre bueno y un hombre malo en una sola carne y, sobre todo, de lo duro que es vivir después de sobrevivir".